# Birgland-Rundwanderweg
Der Birgland-Rundwanderweg ist ein Rundwanderweg der Gemeinde Birgland im Landkreis Amberg-Sulzbach in Bayern.

## Wegverlauf
Aussichtspunkte, alte Burgen und die unberührte Landschaft machen den Birgland-Rundwanderweg für Jung und Alt zum Erlebnis. Hier begegnet man einer einzigartigen Pflanzenwelt und vielfältigen Zeugnissen einer Jahrtausende alten Siedlungskultur. Die Wandertour verläuft rund um Sunzendorf, Fürnried, Frechetsfeld, Schwend, Poppberg und Eckeltshof und ist mit dem Birglandwappen beschildert. Sie kann an beliebiger Stelle begonnen und individuell geplant werden.

### Detaillierter Wegverlauf
Schwend – Burkartshof – Frechetsfeld – [Brunnberg mit Bärenfelsen*] – Fürnried – Wurmrausch – Dollmannsberg – Sunzendorf – Kutschendorf – Tannlohe – Lichtenegg – Wüllersdorf (Pommelsbrunn, Mittelfranken) – Hofstetten (Pommelsbrunn, Mittelfranken) – Troßalter – Buchhof – Eckeltshof – Poppberg – Riedelhof – Ödhaag – Aicha – Betzenberg – [Schwenderöd*] – Leinberg – Schwend
*Es gibt zwei Stichwege/Wegschlaufen jenseits des Hauptweges:
- Brunnberg mit Bärenfelsen (0,9 km)
- Wanderparkplatz Schwenderöd (1,3 km)

## Galerie

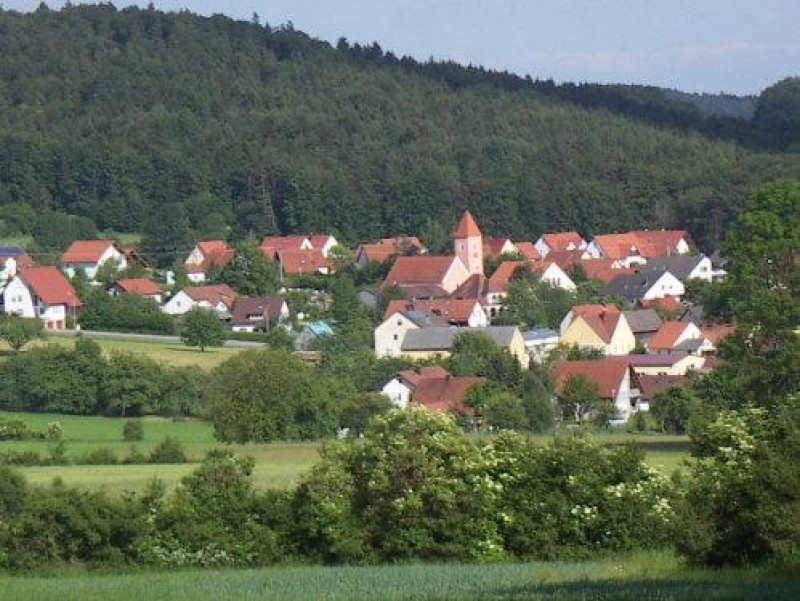
Schwend mit Leinberg
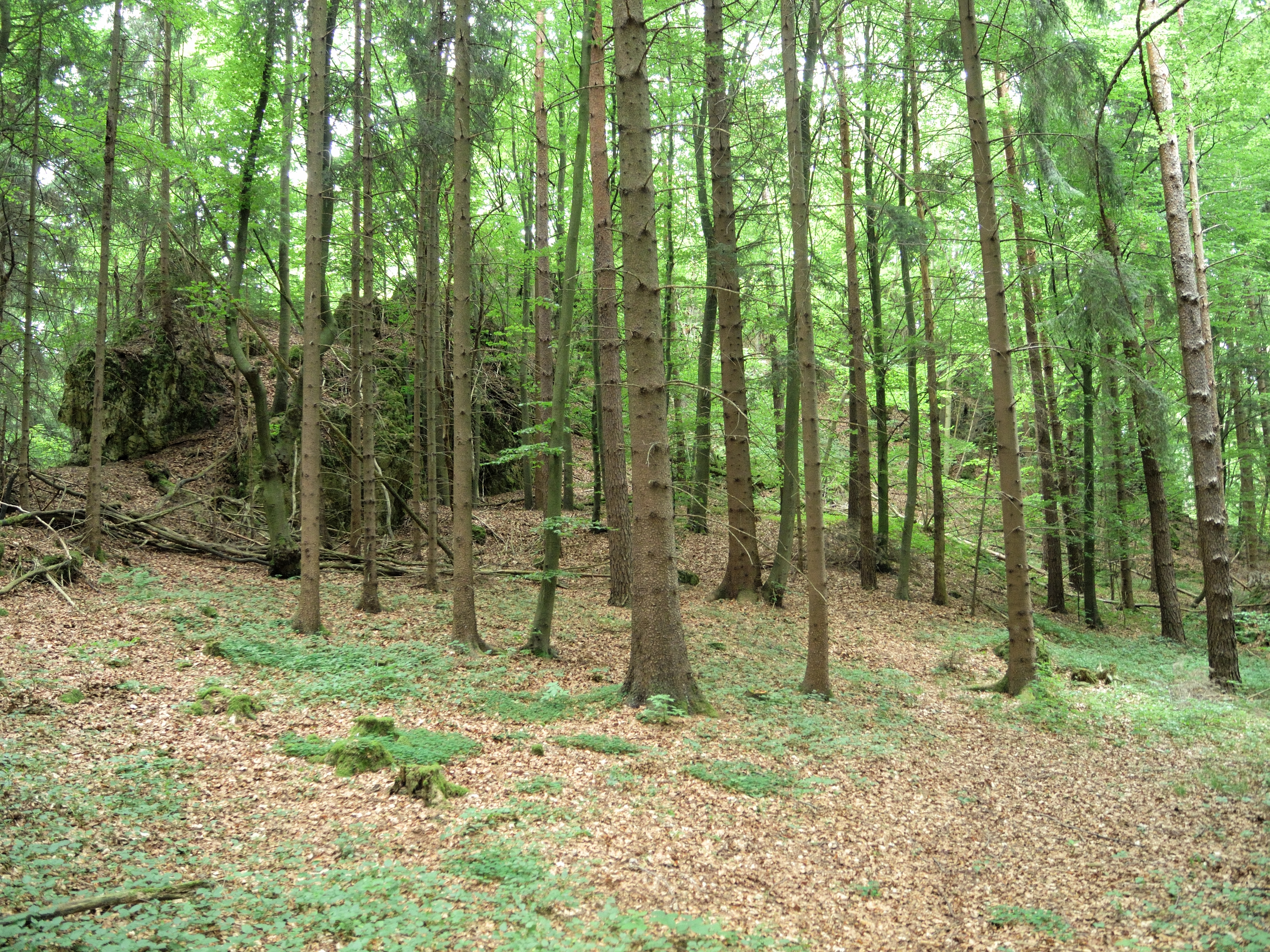
Hagfelsen bei Burkartshof
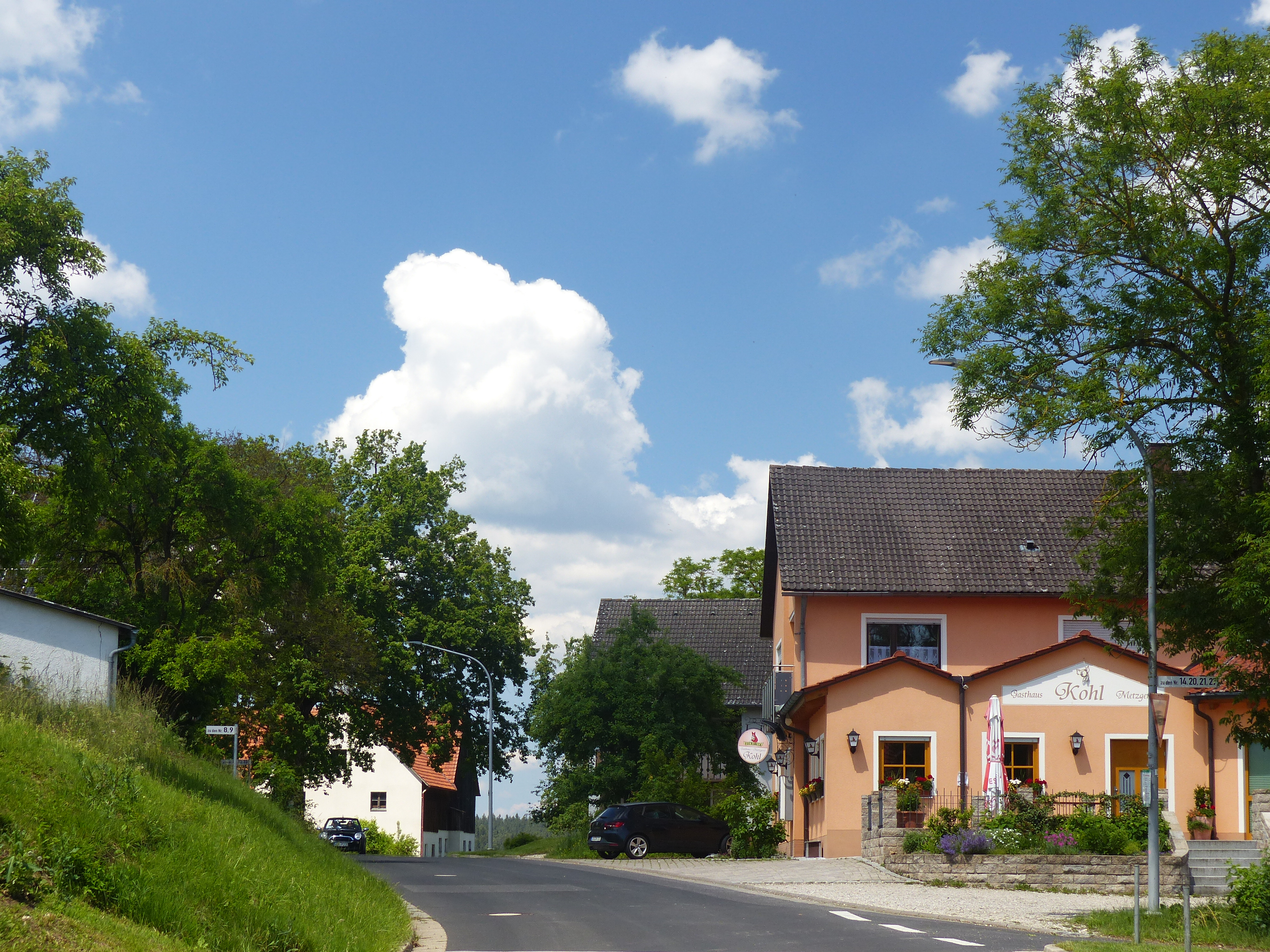
Frechetsfeld
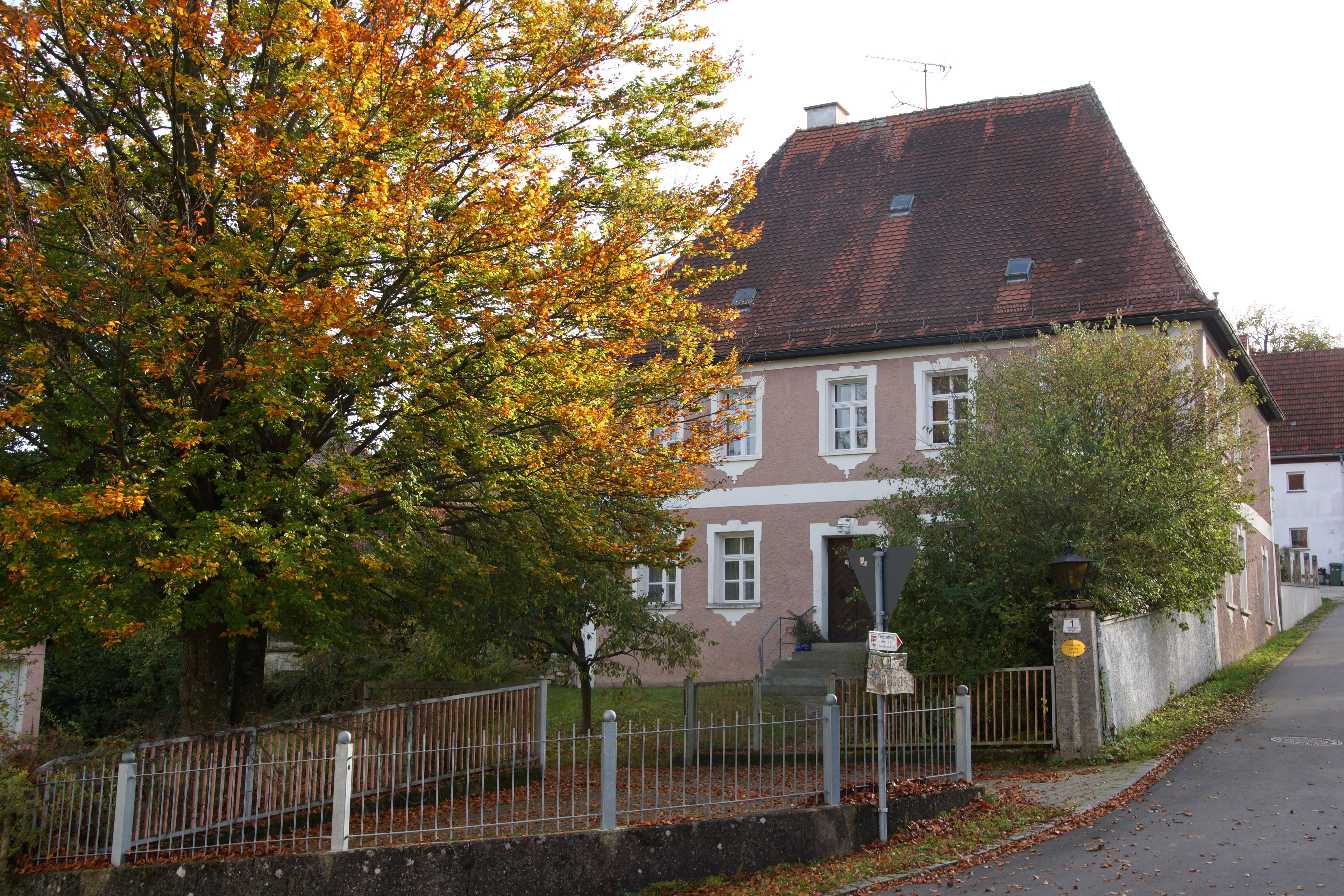
Fürnried
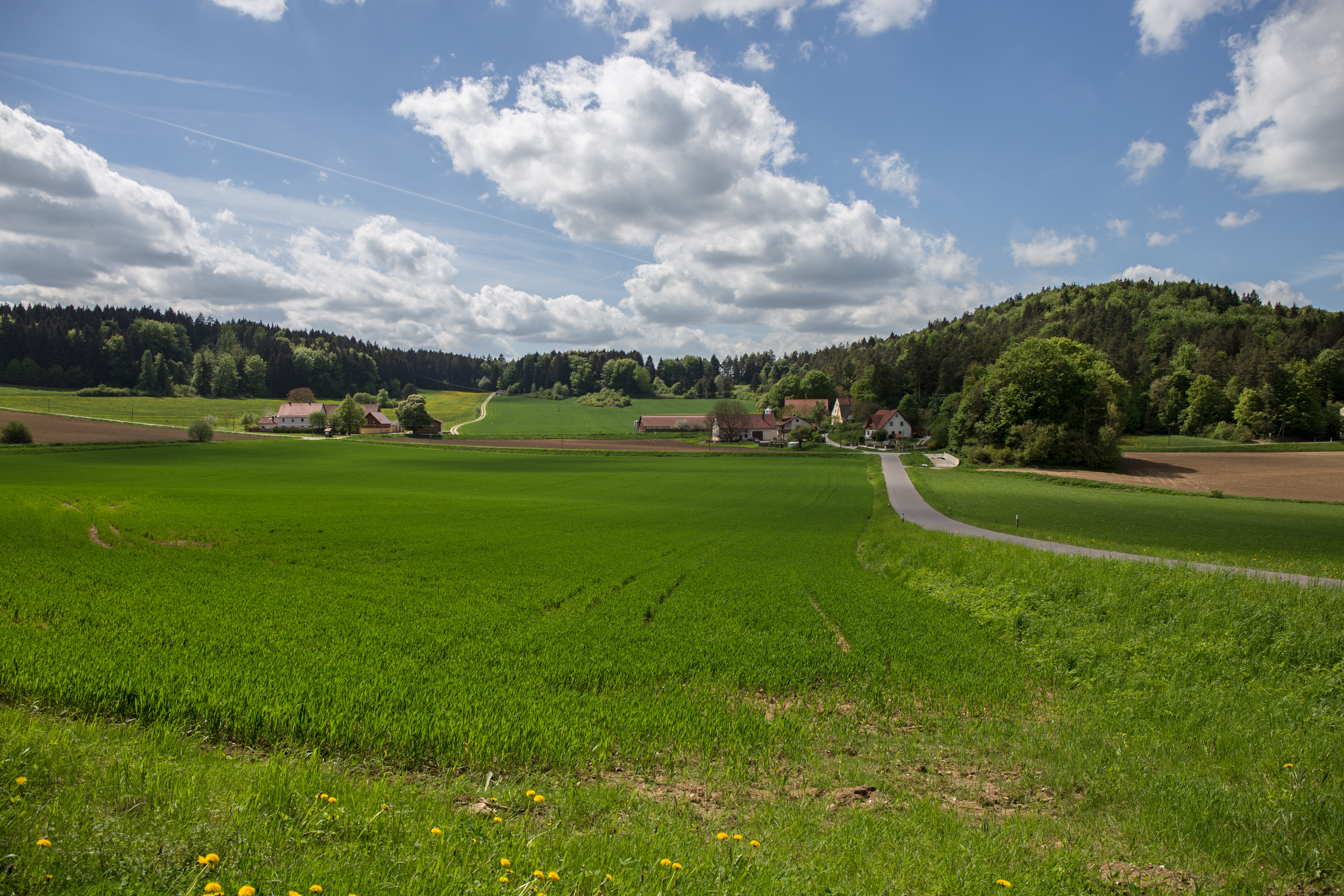
Wurmrausch
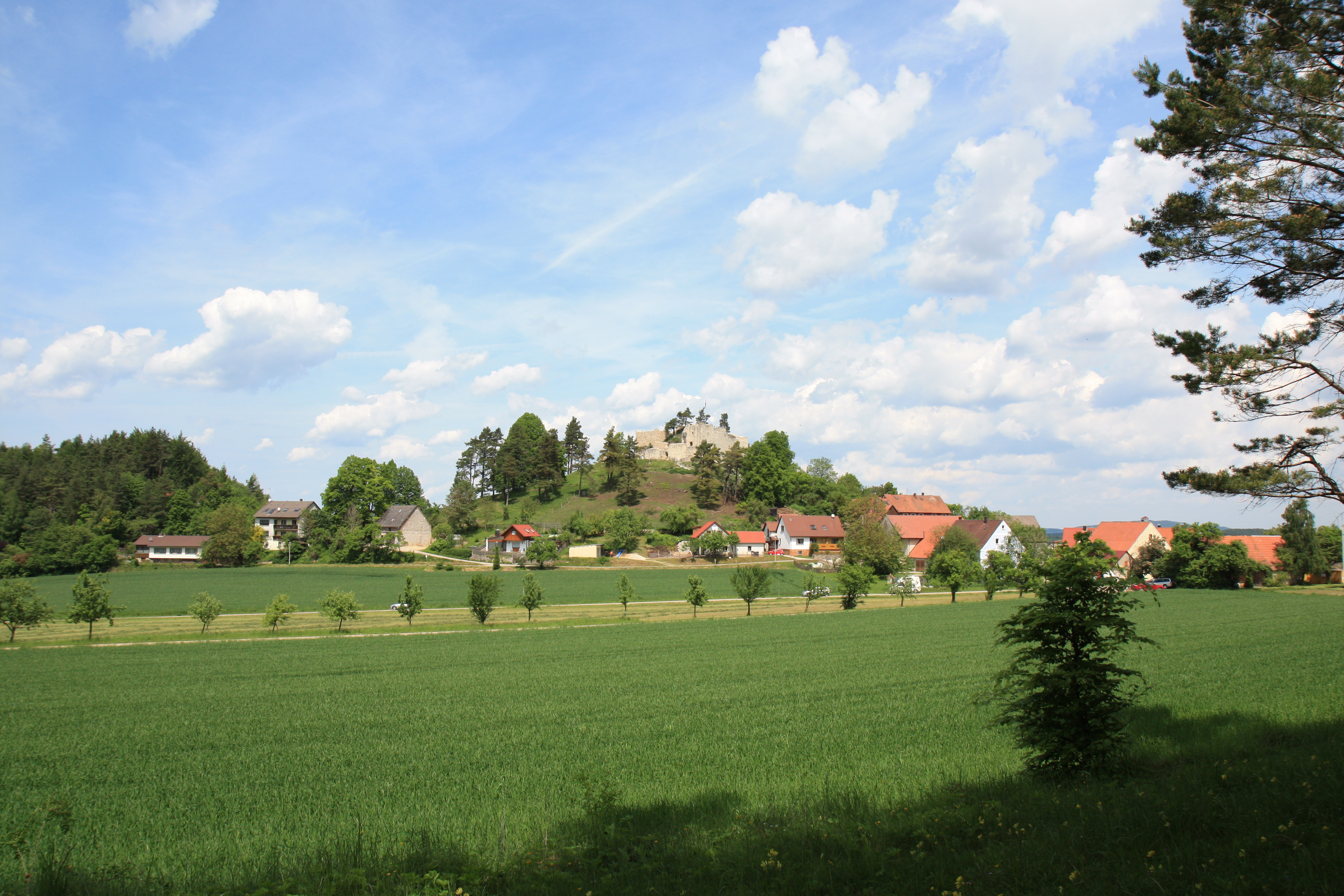
Lichtenegg
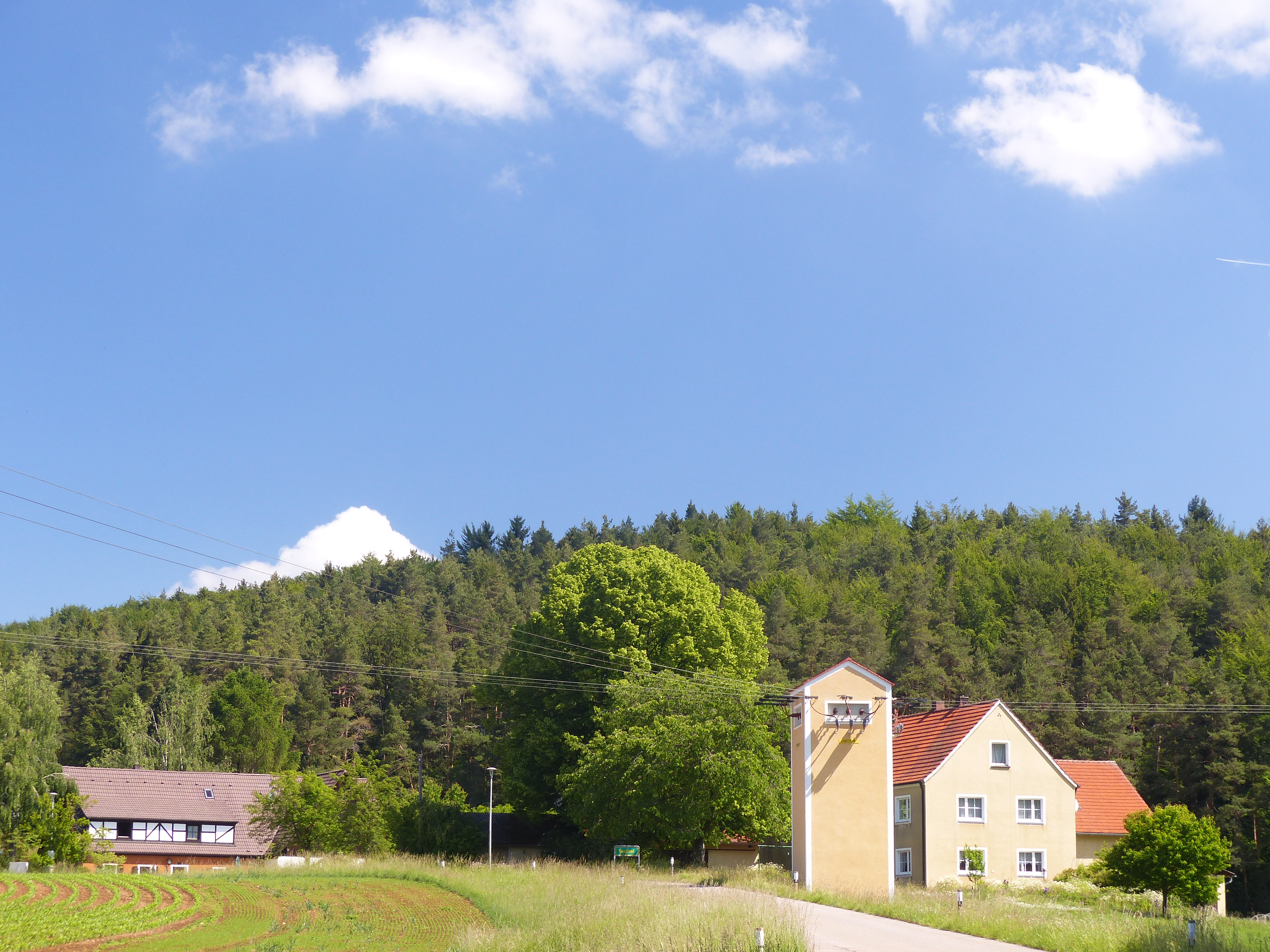
Buchhof
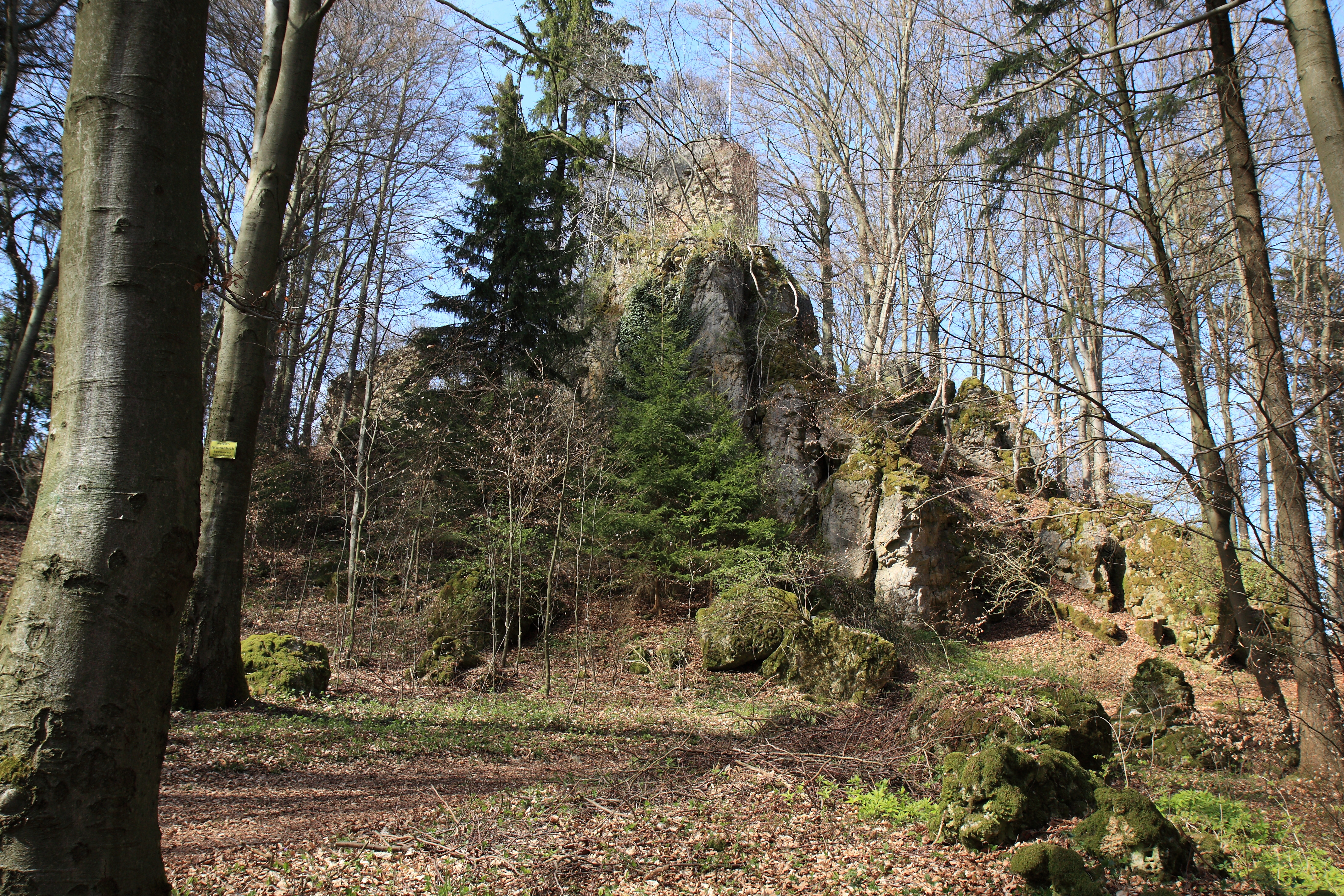
Burgruine Poppberg
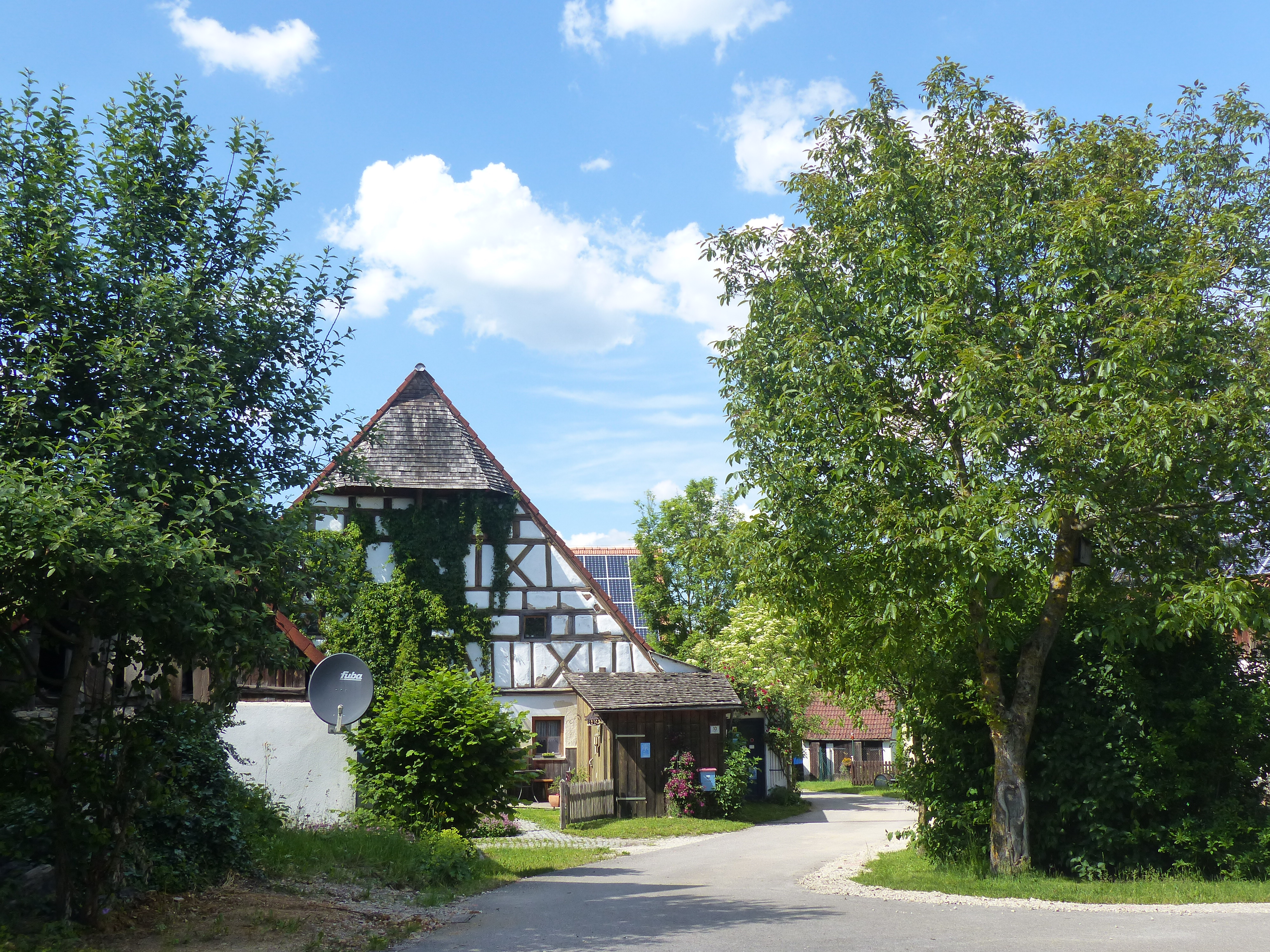
Aicha
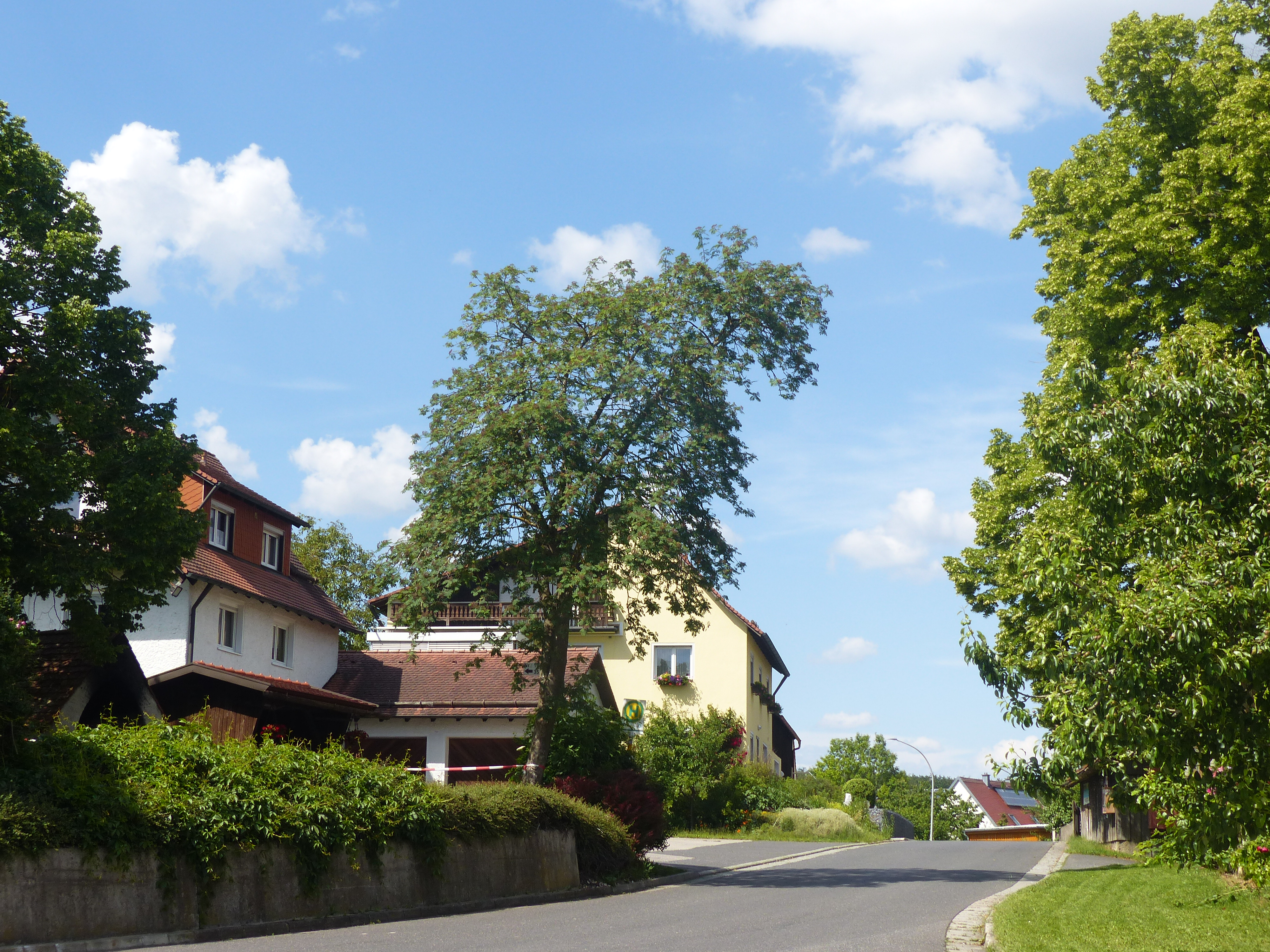
Betzenberg
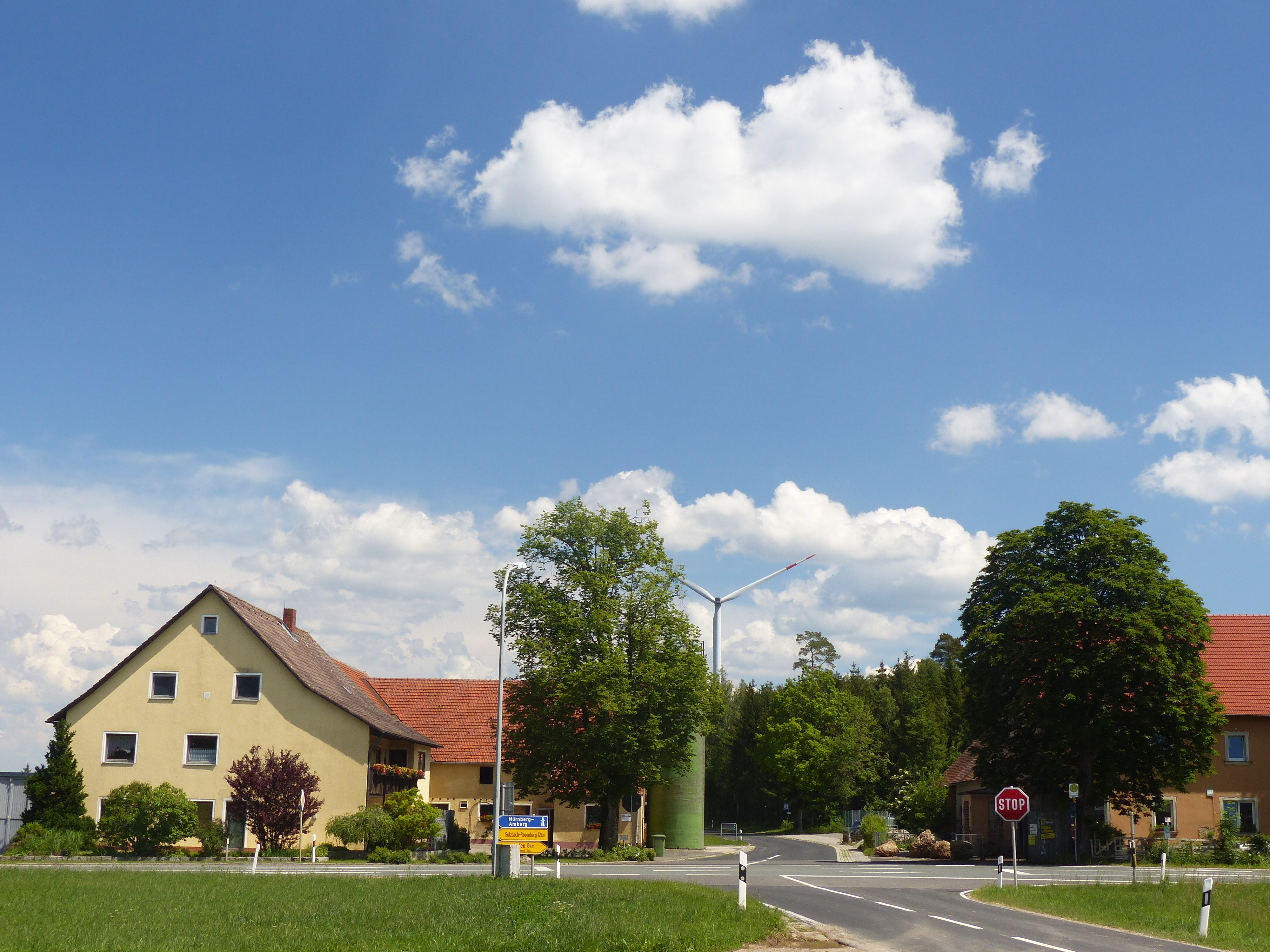
Schwenderöd

## Wandervorschläge
- Von Schwend nach Betzenberg: ca. 2 km, Gehzeit ca. 30 Minuten
- Von Betzenberg über Aicha nach Ödhaag: ca. 4 km, Gehzeit ca. 60 Minuten
- Von Ödhaag nach Riedelhof: ca. 3 km, Gehzeit ca. 45 Minuten
- Von Riedelhof nach Poppberg: ca. 2,5 km, Gehzeit ca. 30 Minuten
- Von Poppberg nach Eckeltshof: ca. 2 km, Gehzeit ca. 45 Minuten
- Von Eckeltshof nach Troßalter: ca. 2,5 km, Gehzeit ca. 40 Minuten
- Von Troßalter nach Lichtenegg ca. 5,5 km, Gehzeit ca. 110 Minuten
- Von Lichtenegg nach Sunzendorf: ca. 3,5 km, Gehzeit ca. 45 Minuten
- Von Sunzendorf nach Fürnried: Wegstrecke ca. 4 km, Gehzeit ca. 60 Minuten
- Von Fürnried nach Frechetsfeld: Wegstrecke ca. 3 km, Gehzeit ca. 60 Minuten
- Von Frechetsfeld nach Schwend: Wegstrecke: ca. 5 km. Gehzeit ca. 90 Minuten[1]

## Öffentliche Verkehrsmittel
Der Birgland-Rundwanderweg ist von Mai bis November an Sonn- und Feiertagen mit dem "Birglandexpress", der Buslinie 479 des VGN, von den Bahnhöfen Hartmannshof und Sulzbach-Rosenberg aus, erreichbar.